# Campionati italiani primaverili di nuoto 2010
I 57. Campionati italiani primaverili di nuoto si sono svolti a Riccione tra il 14 e il 18 aprile 2010.

## Podi

### Uomini
| Evento               | Oro                                                                                          | Tempo    | Argento                                                                                            | Tempo    | Bronzo                                                                                       | Tempo    |
| Stile libero         |                                                                                              |          | |          |                                                                                              |          |
| 50 m                 | Marco Orsi                                                                                   | 22.18    | Luca Dotto                                                                                         | 22.44    | Lucio Spadaro                                                                                | 22.46    |
| 100 m                | Marco Orsi                                                                                   | 49.09    | Luca Dotto                                                                                         | 49.46    | Luca Leonardi                                                                                | 49.50    |
| 200 m                | Filippo Magnini                                                                              | 1'48.18  | Gianluca Maglia                                                                                    | 1'48.38  | Marco Belotti                                                                                | 1'48.61  |
| 400 m                | Cesare Sciocchetti                                                                           | 3'48.93  | Samuel Pizzetti                                                                                    | 3'49.30  | Andrea Busato                                                                                | 3'50.17  |
| 800 m                | Samuel Pizzetti                                                                              | 7'51.42  | Federico Colbertaldo                                                                               | 7'54.20  | Andrea Busato                                                                                | 7'58.12  |
| 1500 m               | Samuel Pizzetti                                                                              | 15'04.10 | Federico Colbertaldo                                                                               | 15'15.19 | Luca Ferretti                                                                                | 15'20.68 |
| Dorso                |                                                                                              |          | |          |                                                                                              |          |
| 50 m                 | Stefano Mauro Pizzamiglio                                                                    | 25.47    | Mirco Di Tora                                                                                      | 25.48    | Matteo Giordano                                                                              | 25.81    |
| 100 m                | Mirco Di Tora                                                                                | 54.50    | Damiano Lestingi                                                                                   | 55.01    | Sebastiano Ranfagni                                                                          | 55.37    |
| 200 m                | Damiano Lestingi                                                                             | 1'58.04  | Sebastiano Ranfagni                                                                                | 1'58.36  | Mattia Aversa                                                                                | 1'59.51  |
| Rana                 |                                                                                              |          | |          |                                                                                              |          |
| 50 m                 | Luca Pizzini                                                                                 | 28.21    | Fabio Scozzoli Andrea Toniato                                                                      | 28.22    |                                                                                              |          |
| 100 m                | Luca Pizzini                                                                                 | 1'01.67  | Mattia Pesce                                                                                       | 1'01.75  | Andrea Toniato                                                                               | 1'01.80  |
| 200 m                | Edoardo Giorgetti                                                                            | 2'11.97  | Luca Pizzini                                                                                       | 2'12.57  | Paolo Bossini                                                                                | 2'12.93  |
| Farfalla             |                                                                                              |          | |          |                                                                                              |          |
| 50 m                 | Mattia Nalesso                                                                               | 24.19    | Paolo Facchinelli                                                                                  | 24.22    | Stefano Mauro Pizzamiglio                                                                    | 24.48    |
| 100 m                | Marco Belotti                                                                                | 53.46    | Stefano Mauro Pizzamiglio                                                                          | 53.67    | Stefano Iacobone                                                                             | 53.83    |
| 200 m                | Niccolò Beni                                                                                 | 1'59.21  | Marco Belotti                                                                                      | 1'59.23  | Niccolò Florenzano                                                                           | 2'00.30  |
| Misti                |                                                                                              |          | |          |                                                                                              |          |
| 200 m                | Federico Turrini                                                                             | 2'01.57  | Luca Dioli                                                                                         | 2'02.63  | Davide Cova                                                                                  | 2'03.49  |
| 400 m                | Luca Marin                                                                                   | 4'17.92  | Federico Turrini                                                                                   | 4'21.89  | Luca Dioli                                                                                   | 4'22.06  |
| Staffette            |                                                                                              |          | |          |                                                                                              |          |
| 4x100 m stile libero | Malaspina Sport Club Stefano Mauro Pizzamiglio Luca Leonardi Francesco Broglia Fabio Gimondi | 3'20.15  | Larus Nuoto Filippo Barbacini Filippo Magnini Marko Macciola Marco Pellizzon                       | 3'20.86  | Circolo Canottieri Aniene A Lorenzo Benatti Damiano Lestingi Nicola Cassio Marco Belotti     | 3'21.02  |
| 4x200 m stile libero | Circolo Canottieri Aniene A Damiano Lestingi Nicola Cassio Alex Di Giorgio Marco Belotti     | 7'20.17  | Centro Sportivo Carabinieri Cesare Sciocchetti Samuel Pizzetti Sebastiano Ranfagni Francesco Vespe | 7'20.80  | Ispra Swim Planet Gianluca Maglia Luca Marin Emiliano Brembilla Giorgio Battistella          | 7'25.68  |
| 4x100 m misti        | Circolo Canottieri Aniene A Damiano Lestingi Edoardo Giorgetti Lorenzo Benatti Marco Belotti | 3'39.46  | Gruppo Sportivo Fiamme Oro Roma Mirco Di Tora Davide Cassol Joseph Davide Natullo Marco Orsi       | 3'39.53  | Centro Sportivo Carabinieri Sebastiano Ranfagni Luca Pizzini Mattia Nalesso Alessandro Calvi | 3'40.77  |

### Donne
| Evento               | Oro                                                                                                | Tempo    | Argento                                                                                 | Tempo    | Bronzo                                                                              | Tempo    |
| Stile libero         | |          |                                                                                         |          |                                                                                     |          |
| 50 m                 | Silvia Di Pietro                                                                                   | 25.79    | Silvia Copetta                                                                          | 26.01    | Erika Ferraioli                                                                     | 26.24    |
| 100 m                | Chiara Masini Luccetti                                                                             | 56.06    | Silvia Di Pietro                                                                        | 56.09    | Erika Ferraioli                                                                     | 56.30    |
| 200 m                | Federica Pellegrini                                                                                | 1'56.23  | Flavia Zoccari                                                                          | 2'00.78  | Chiara Masini Luccetti                                                              | 2'01.25  |
| 400 m                | Federica Pellegrini                                                                                | 4'04.30  | Martina De Memme                                                                        | 4'13.62  | Stefania Pirozzi                                                                    | 4'15.06  |
| 800 m                | Federica Pellegrini                                                                                | 8'27.54  | Martina De Memme                                                                        | 8'39.55  | Giorgia Consiglio                                                                   | 8'39.92  |
| 1500 m               | Giorgia Consiglio                                                                                  | 16'24.60 | Alessia Filippi                                                                         | 16'30.21 | Martina De Memme                                                                    | 16'30.62 |
| Dorso                | |          |                                                                                         |          |                                                                                     |          |
| 50 m                 | Elena Gemo                                                                                         | 28.79    | Elisa Apostoli                                                                          | 29.25    | Sara Fazzini                                                                        | 29.28    |
| 100 m                | Elena Gemo                                                                                         | 1'02.03  | Arianna Barbieri                                                                        | 1'02.40  | Elisa Apostoli                                                                      | 1'02.81  |
| 200 m                | Alessia Filippi                                                                                    | 2'11.97  | Elena Gemo                                                                              | 2'12.49  | Federica Sorriso                                                                    | 2'14.84  |
| Rana                 | |          |                                                                                         |          |                                                                                     |          |
| 50 m                 | Michela Guzzetti                                                                                   | 32.19    | Sara Damiani                                                                            | 32.27    | Martina Carraro                                                                     | 32.45    |
| 100 m                | Chiara Boggiatto                                                                                   | 1'09.74  | Nicol Valentini                                                                         | 1'09.90  | Michela Guzzetti                                                                    | 1'10.36  |
| 200 m                | Chiara Boggiatto                                                                                   | 2'29.52  | Michela Guzzetti                                                                        | 2'29.79  | Carlotta Toni                                                                       | 2'31.82  |
| Farfalla             | |          |                                                                                         |          |                                                                                     |          |
| 50 m                 | Silvia Di Pietro                                                                                   | 26.57    | Elena Di Liddo                                                                          | 26.75    | Cristina Maccagnola                                                                 | 26.99    |
| 100 m                | Silvia Di Pietro                                                                                   | 59.36    | Elena Di Liddo                                                                          | 59.63    | Francesca Segat                                                                     | 59.99    |
| 200 m                | Caterina Giacchetti                                                                                | 2'11.19  | Silvia Meschiari                                                                        | 2'11.97  | Alessia Polieri                                                                     | 2'12.13  |
| Misti                | |          |                                                                                         |          |                                                                                     |          |
| 200 m                | Francesca Segat                                                                                    | 2'13.95  | Camilla Dal Rio                                                                         | 2'17.24  | Stefania Pirozzi                                                                    | 2'18.20  |
| 400 m                | Alessia Polieri                                                                                    | 4'48.56  | Francesca Aceto                                                                         | 4'50.33  | Susanna Negri                                                                       | 4'50.45  |
| Staffette            | |          |                                                                                         |          |                                                                                     |          |
| 4x100 m stile libero | Circolo Canottieri Aniene A Gigliola Tecchio Caterina Giacchetti Elena Gemo Federica Pellegrini    | 3'47.61  | Plain Team Veneto A Silvia Copetta Alice Carpanese Francesca Marcato Giada Trentin      | 3'48.17  | Centro Sportivo Esercito Erika Ferraioli Flavia Zoccari Silvia Florio Rachele Bruni | 3'49.38  |
| 4x200 m stile libero | Circolo Canottieri Aniene A Ambra Migliori Laura Borghetti Caterina Giacchetti Federica Pellegrini | 8'08.96  | Centro Sportivo Esercito Silvia Florio Rachele Bruni Erika Ferraioli Flavia Zoccari     | 8'11.59  | Plain Team Veneto A Alice Carpanese Silvia Copetta Marina Zanutto Irene De Biasi    | 8'15.33  |
| 4x100 m misti        | Circolo Canottieri Aniene A Elena Gemo Ombretta Plos Caterina Giacchetti Federica Pellegrini       | 4'07.81  | Rane Rosse Aqvasport Elisa Apostoli Michela Guzzetti Cristina Maccagnola Giulia Fiorani | 4'12.08  | Forum Sport Center Desiree Cappa Sara Damiani Chiara Mazzoni Silvia Di Pietro       | 4'13.24  |